# Lovas Miklós (csillagász)
Lovas Miklós (Budapest, 1931. június 7. – 2019. április 18.) magyar csillagász.

## Életrajza
Az MTA Konkoly Obszervatóriumában dolgozott 1964-1995 között. Eredményekben gazdag pályafutása során öt üstököst fedezett fel a Piszkéstetőn fölállított 60/90/180 centiméteres Schmidt-teleszkóppal, köztük két periodikus üstököst (93P/Lovas-1 és 184P/Lovas-2) is. A mai napig ez a kettő visel csak magyar nevet. A szupernóva-keresési program során 42 extragalaktikus szupernóvát talált. Ugyancsak ő fedezte fel a 3103 Eger földközeli kisbolygót.

## Emlékezete
A 73511 Lovas nevű kisbolygó az égen őrzi emlékét.

## Írásai
- Csillagászati évkönyv 1969 – Nóvák és szupernóvák, Gondolat könyvkiadó, Budapest, 1968,